# Bonhomme têtard

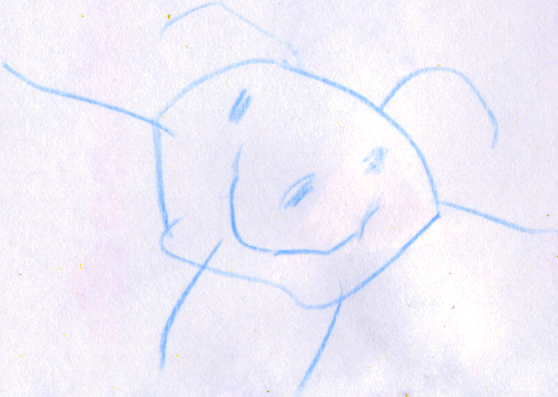
Exemple d'un bonhomme têtard dessiné par un enfant de 4 ans et demi.

Un bonhomme têtard (en anglais Tadpole person,,) est une représentation simpliste d'un être humain sous la forme d'une figure sans torse, avec des bras et des jambes attachés à la tête. Les bonshommes têtards apparaissent dans les dessins des jeunes enfants avant qu'ils n'apprennent à dessiner des torses et passent à des représentations plus réalistes telles que des bonshommes bâtons.
Les enfants d'âge préscolaire qui dessinent des bonshommes têtards ne dessinent généralement pas de torses, même lorsqu'on leur demande d'inclure des éléments qui font partie du torse, comme un nombril. Les éléments abdominaux sont ajoutés à la « tête » du personnage,.

## Signification clinique

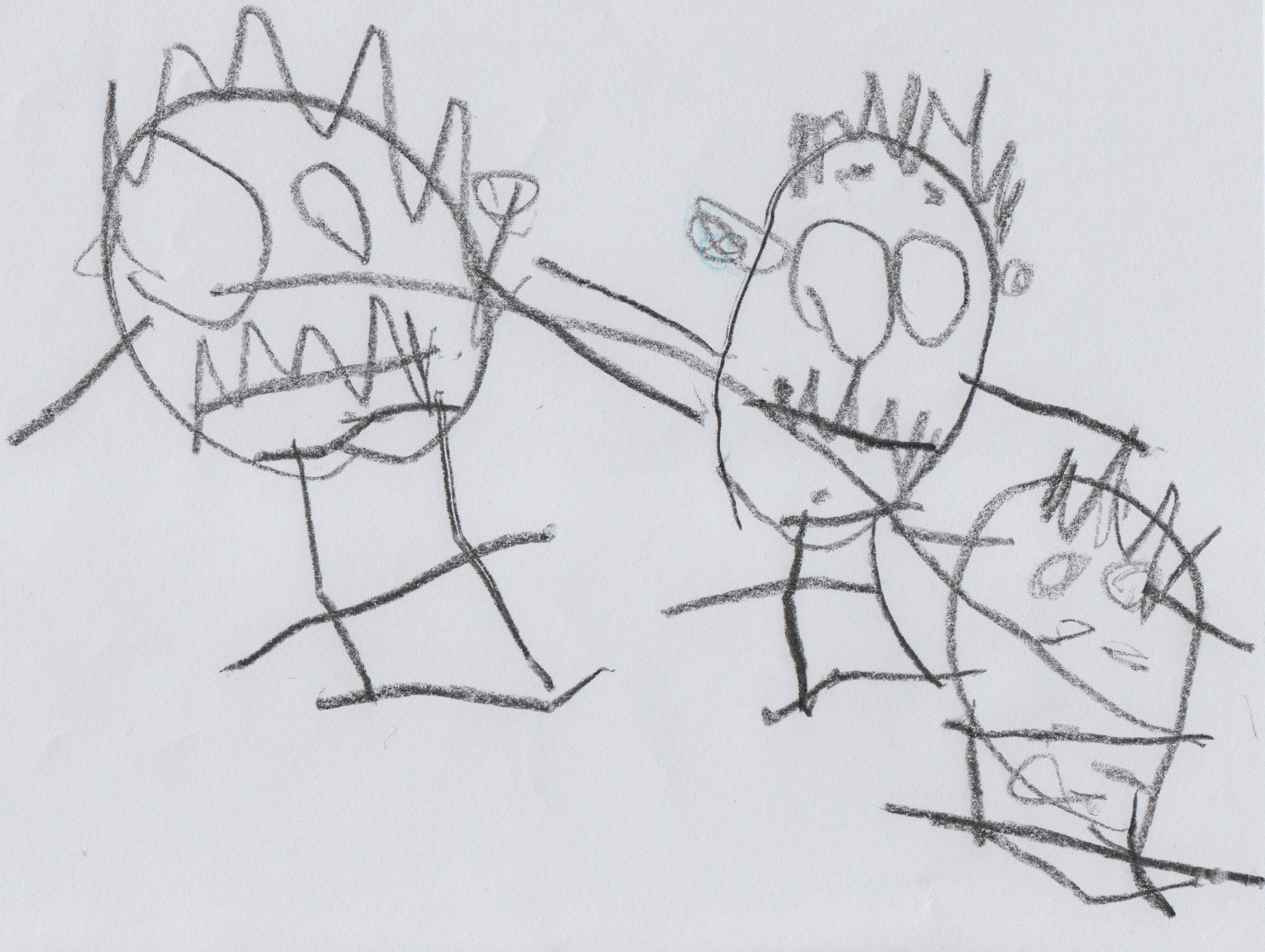
Dessin d'enfant d'une famille, représentée sous forme de bonshommes têtards.

Dans les tests cognitifs tels que le test du dessin du bonhomme, le dessin de bonshommes têtards par des adultes peut indiquer une déficience cognitive. Ainsi, les patients atteints de  démence ont tendance à dessiner des bonshommes têtards lorsqu’on leur demande de dessiner des figures humaines.

## Influence culturelle
En juin 2015, une étude a examiné les auto-portraits sous la forme de bonshommes têtards de 183 enfants. Elle a constaté que la structure verticale de base d'un bonhomme têtard n'est pas affectée par le contexte culturel de l'enfant, bien que certaines caractéristiques varient encore en fonction de son contexte écosocial. Les enfants issus de milieux instruits et urbains se dessinaient avec une gamme plus large d'expressions faciales et une taille plus grande, tandis que les enfants issus de contextes ruraux et traditionnels se représentaient avec moins d'expressions faciales et une taille plus petite.

## Dans l'art

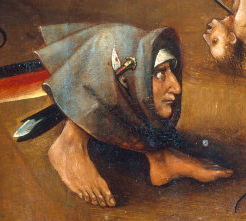
Détail du panneau central du triptyque Le Jugement dernier de Jérôme Bosch, montrant un gryllos qui ressemble à un bonhomme têtard.

Les premières œuvres de l'artiste autrichien Oswald Tschirtner contenaient souvent des bonshommes têtards,.
Le Jugement dernier de Jérôme Bosch présente un gryllos qui partage des caractéristiques avec les bonshommes têtards.